# 四碘化铪
四碘化铪是一种无机化合物，化学式HfI4。它是橙红色、对水分敏感的、可升华的固体。它可通过铪与过量碘一起加热，或是四氯化铪与碘化铝反应制得。四碘化铪是使用晶棒法提纯铪时的中间体。 
四碘化铪中的铪呈六配位的八面体型结构。和大部分金属卤化物一样，四碘化铪是多聚体。它的多聚体结构与HfCl4的结构类似，包括双八面体型的Hf2I8单元。非桥接的碘配体与铪原子的键长比桥接碘配体与铪原子的短。